# Thomas Langmann
Thomas Langmann (París, 24 de mayo de 1971) es un productor de cine y actor francés, conocido por ser el productor de la oscarizada The Artist (2011).

## Carrera
Langmann era hijo de Anne-Marie Rassam y del director Claude Berri. Su tío era el productor Jean-Pierre Rassam y su hermano esel actor Julien Rassam. Comenzó su carrera como actor en las películas de su padre, ganando nominaciones para el César al mejor actor revelación por Les années sandwiches  en 1988 y Paris s'éveille en 1991, así como también la nominación al César al mejor actor secundario en 1993 por Le nombril du monde. 
Comenzó como productor a principios de los 2000. Durante el rodaje de Astérix en los Juegos Olímpicos, fue arrestado por emplear prostitutas y comprar narcóticos. En 2011, Langmann produjo la película muda The Artist del director Michel Hazanavicius. No logró atraer inversores para el arriesgado proyecto y autofinanció la película. Por esta cinta, consiguió el Óscar a la mejor película en 2012 además del Premio del Gremio de Productores de América a la mejor película.

## Vida persona
Tanto su madre como su hermano se suicidaron en 1997 y en 2002, respectivamente, mientras que su padre se murió de un ataqyue al corazón en 2009. Tiene un hermanastro menor de la relación posterior de su padre, Darius Langmann. Su padre Claude Berri era judío, y su madre Anne-Marie Rassam, que nació en
Líbano.
En 2008, Langmann fue condenado a cuatro meses de prisión por agredir a su novia de muchos años, Frédérique, con quien tuvo una hija en 2002. Langmann se casó con la periodista francesa Céline Bosquet el 21 de junio de 2013.

## Filmografía
Como productor

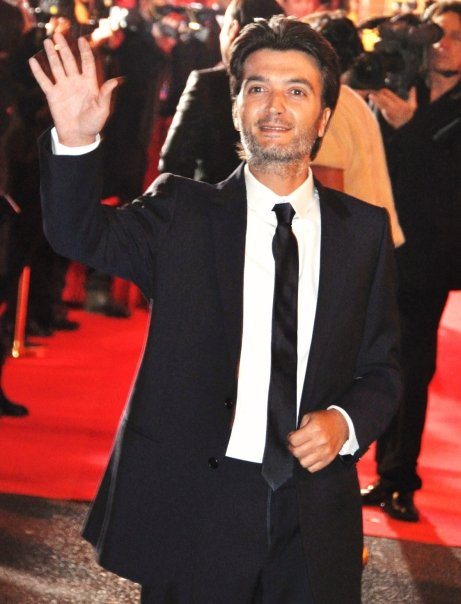
Langmann en los Premios César.

- 1999 Astérix y Obélix contra César (Astérix & Obélix contre César)
- 2002 Astérix y Obélix: Misión Cleopatra (Astérix & Obélix : Mission Cléopâtre)
- 2002 El embolao (Le Boulet)
- 2004 Blueberry: La experiencia secreta (Blueberry)
- 2004 Espías super secretos (Double Zéro)
- 2005 Foon
- 2006 Nos jours heureux
- 2007 Steak
- 2008 Astérix en los Juegos Olímpicos (Astérix aux jeux olympiques) (también director)
- 2008 Mesrine: Parte 1. Instinto de muerte (L'instinct de mort)
- 2008 Mesrine: Parte 2. Enemigo público nº 1 (L'ennemi public n°1)
- 2010 Le mac
- 2011 Mon père est femme de ménage
- 2011 The Artist
- 2011 La guerra de los botones (La nouvelle guerre des boutons)
- 2012 Le magasin des suicides
- 2012 Maniac
- 2012 Stars des années 80
- 2012 Colt 45
- 2014 La búsqueda
- 2015 Una semana en Córcega (Un moment d'égarement)
- 2016 Tout, tout de suite
- 2016 Están por todas partes (Ils sont partout)
- 2019 Quand on crie au loup

Como actor
- 1980 Os amo (Je vous aime)
- 1988 Les années sandwiches
- 1989 Jour après jour
- 1989 Bille en tête
- 1990 Déminage (short)
- 1990 Alberto Express
- 1991 Noche y día (Nuit et jour)
- 1991 Paris s'éveille
- 1992 Tous les garçons (corto)
- 1992 Les paroles invisibles (corto)
- 1992 Lover
- 1994 Le nombril du monde
- 1995 Court toujours: Joséphine et les gitans (corto)
- 1995 La musique de l'amour: Robert et Clara
- 1997 Une femme très très très amoureuse
- 1998 Foul Play
- 2002 Dead Weight
- 2006 Days of Glory
- 2012 Toussaint_Louverture

## Premios y nominaciones
Premios Óscar
| Año  | Categoría      | Película   | Resultado |
| ---- | -------------- | ---------- | --------- |
| 2012 | Mejor película | The Artist | Ganador   |